# Kyselina hexafluorokřemičitá
Kyselina hexafluorokřemičitá je silná dvojsytná kyselina patřící mezi halogenové kyseliny. Její chemický vzorec je H2SiF6.

## Vlastnosti
Kyselina hexafluorokřemičitá je velmi silná dvojsytná anorganická kyselina, která nemůže existovat v čistém stavu (mimo vodné prostředí se rozpadá na složky, které jí vytvořily), pročež byly vytvořeny pouze její hydráty. Při reakci s kovy tvoří soli - hexafluorokřemičitany (SiF6)−2 (teoreticky by měla tvořit také hydrogenhexafluorokřemičitany (HSiF6−), ale žádný hydrogenhexafluorokřemičitan se zatím nepodařilo připravit). Kyselina i její soli mají antiseptické účinky.

## Syntéza
Kyselina hexafluorokřemičitá vzniká reakcí kyseliny fluorovodíkové s oxidem křemičitým dle rovnice:
SiO2(s) + 6 HF(aq) → H2[SiF6] (aq) + 2 H2O (l)

## Využití
Kyselina hexafluorokřemičitá a její soli jsou pro své antiseptické vlastnosti využívány zejména v dřevařském průmyslu.